# Кедрії

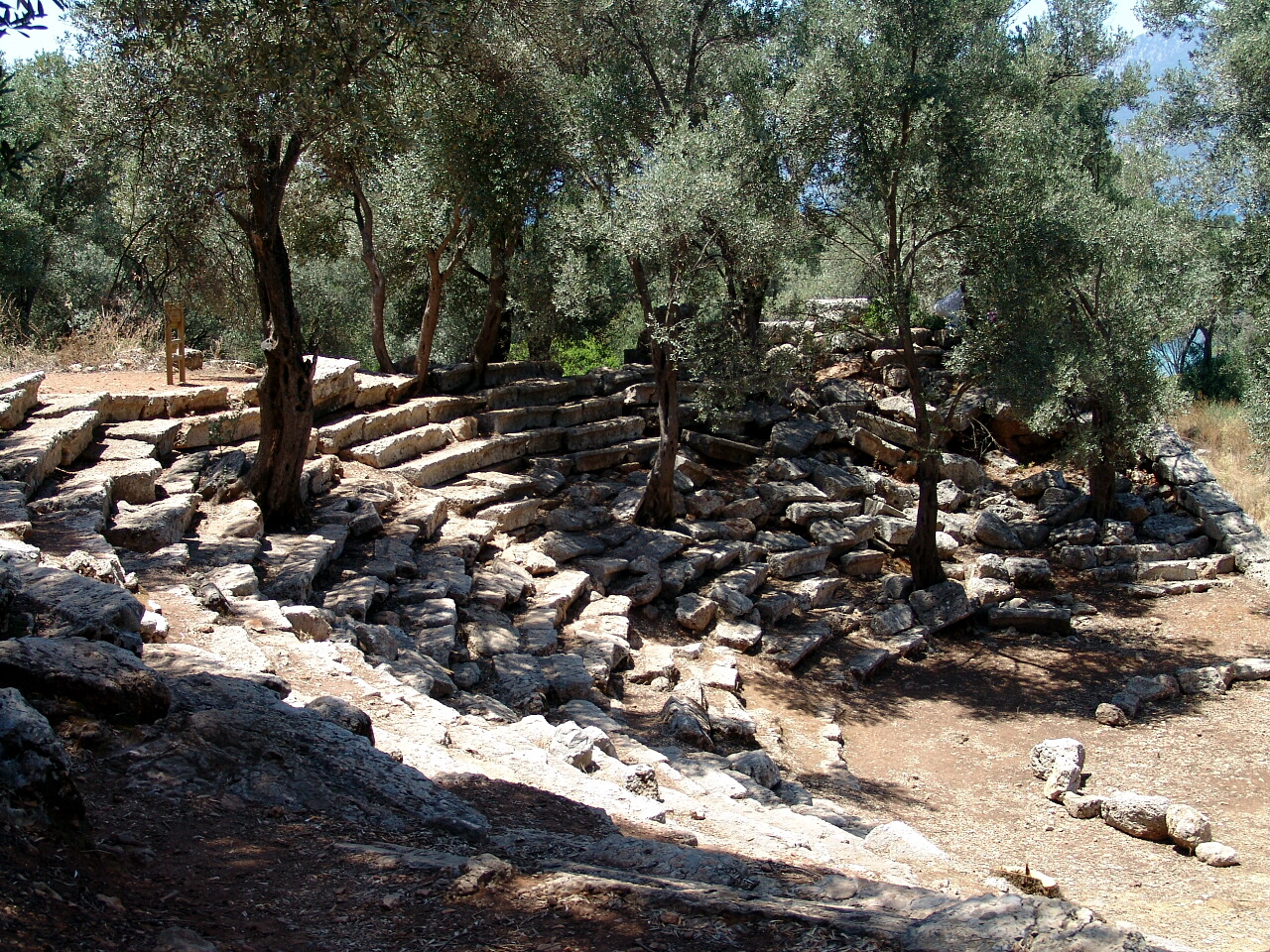
Руїни кедрійського театру

Кедрії, Кедреї (дав.-гр. Κεδρεῖαι) — давньогрецьке місто на однойменному острові у Керамічній затоці в Карії (нині острів Седир в затоці Гекова, Туреччина).

## Історія
Виникло місто не пізніше VI ст. до н. е., імовірно, на місці давнішого карійського поселення. Грецькі переселенці були дорійцями, про що свідчить назва однієї з місцевих філ. Ксенофонт стверджує, що і пізніше міська громада була лише наполовину грецькою, проте не всі дослідники вважають це повідомлення достовірним. Найбільшим і найшанованішим місцевим святилищем був храм Аполлона Кедрійського.
Острів мав вигідне стратегічне становище і славився запасами кедра — деревини, придатної для виготовлення кораблів — тому власне і отримав свою назву. За перської влади Кедрії були невеликим, але доволі заможним містом — до державної скарбниці вони щорічно сплачували три таланти.
У 454 році до н. е. Кедрії увійшли до складу Делоського союзу. Можливо, у цей час запаси деревини на острові вичерпалися, бо сума форосу, сплачуваного містянами невдовзі була скорочена з трьох до двох талантів. При цьому Кедрії залишалися чи не найвірнішим афінським союзником у Карії. За що і постраждали у 406 р. до н. е., коли місто захопив Лісандр. Усі мешканці Кедрій були оберені на рабів.

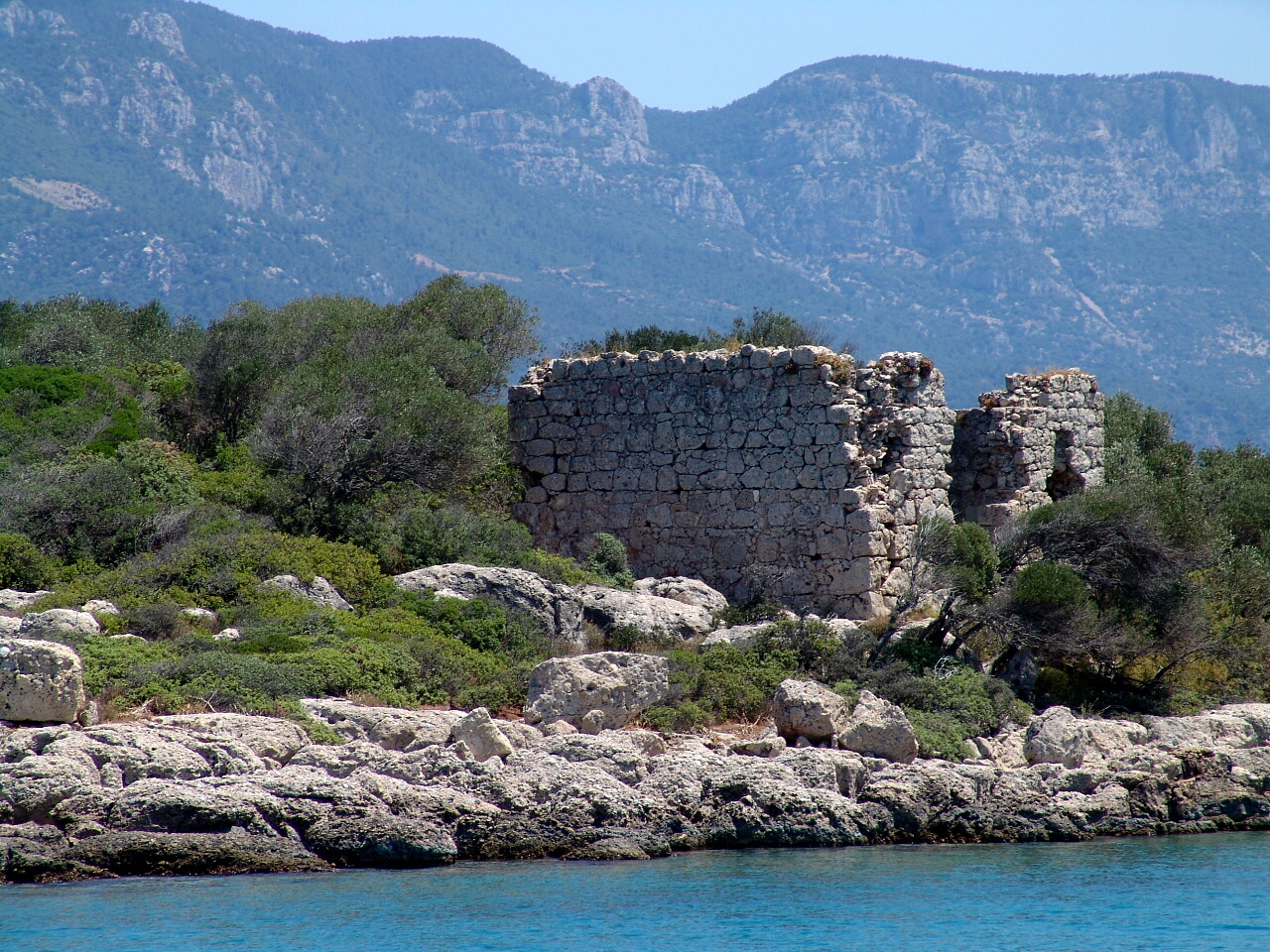
Вежа еліністичної доби

Пізніше перси дозволили відновити місто. Після страти сатрапа Тіссаферна (395 р. до н. е.), острів опинився під владою карійського династа Гекатомна і фактично приєднаний до Карії. Існує свідчення, що Кедрії використовувалися як літня заміська резиденція Мавсолом та його спадкоємцями.
За еліністичної доби Кедрії опинилися під владою сусіднього Родоса і використовувалися як опорний пункт біля анатолійського узбережжя. Місто отримало нові мури і сторожові вежі, місцеві мешканці — родоське громадянство. У 44 р. до н. е. разом із Родосом перейшло під владу Риму. Доволі популярною є легенда про перебування на острові Марка Антонія і Клеопатри, під час якого римлянин нібито наказав засипати місцевий пляж дрібним африканським піском — до якого звикла його коханка (насправді дуже схожий за фактурою пісок можна знайти й ближче — не на такому вже далекому від Кедрій Криті, то ж цілком можливо, що кедрійський пісок є місцевим).
Пізніше місто було зруйноване землетрусом, внаслідок якого острів перетворився на невеличкий архипелаг, а частина Кедрій опинилася під водою. Місцевість була населена і за візантійської доби, від якої залишилися руїни двох церков, але пізніше знелюднила. Зараз руїни Кедрій і так званий «пляж Клеопатри» є популярним місцем для туристичних екскурсій.